# علاء الدين الجم
علاء الدين الجم (مواليد 29 نوفمبر 1988) هو مخرج أفلام مغربي. هو ابن أخ الممثل الكوميدي المغربي المعروف محمد الجم. تخريج من المدرسة العليا للفنون البصرية بمراكش. واشتهر بفيلمه السينمائي الناجح سيد المجهول.

## أعماله
- 2008: Le rituel - (فيلم قصير)
- 2009: National Education - (فيلم قصير)
- 2011: Tribute - (فيلم قصير)
- 2015: The Desert Fish - (فيلم قصير)
- 2019: سيد المجهول - (فيلم طويل)

## وصلات خارجية
- علاء الدين الجم على موقع IMDb (الإنجليزية)
- علاء الدين الجم على موقع ألو سيني (الفرنسية)